# Клапський спів

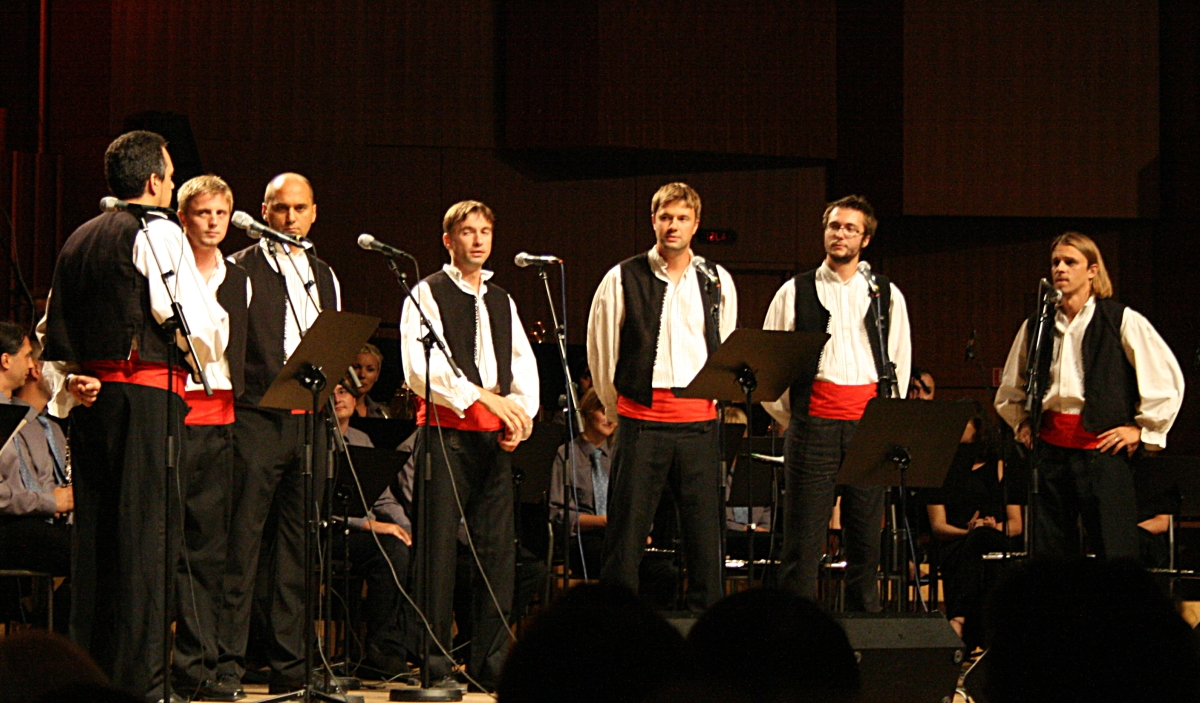
Клапський спів

" Слухаючи далматинські клапи, я зрозумів, що хорвати мають душу, яку потрібно показувати світу. "  - Пауло Коельйо
Клапський спів — це традиційний хорватський вокальний музичний жанр, що походить із Далмації, переважно з прибережних та острівних регіонів. Спів виконується як у міських, так і в сільських громадах. Клапський спів характеризується багатоголосим гомофонним звучанням, яке сформувалося в сучасному вигляді в середині XIX століття, відображаючи культурну та музичну ідентичність середземноморських містечок узбережжя та островів Хорватії.

## Особливості виконання
Клапа — це група з п'яти до восьми співаків, об'єднаних не лише музичними інтересами, а й дружніми стосунками. Спочатку клапські пісні виконувалися виключно чоловічими ансамблями, однак згодом з'явилися жіночі (перша з них — Клапа Задранки) та змішані колективи.
Клапський спів — це багатоголосий вокальний жанр, що виконується a cappella, тобто без інструментального супроводу. Його характерною рисою є автентичний стиль виконання «на слух» (na uho), без використання нотних записів. Пісню зазвичай починає найвищий голос — перший тенор, до якого поступово приєднуються інші учасники ансамблю, співаючи одночасно та гармонійно.
Типовий склад клапи включає:
- перший тенор (ведучий голос),
- другий тенор,
- баритон,
- перший бас,
- другий бас.

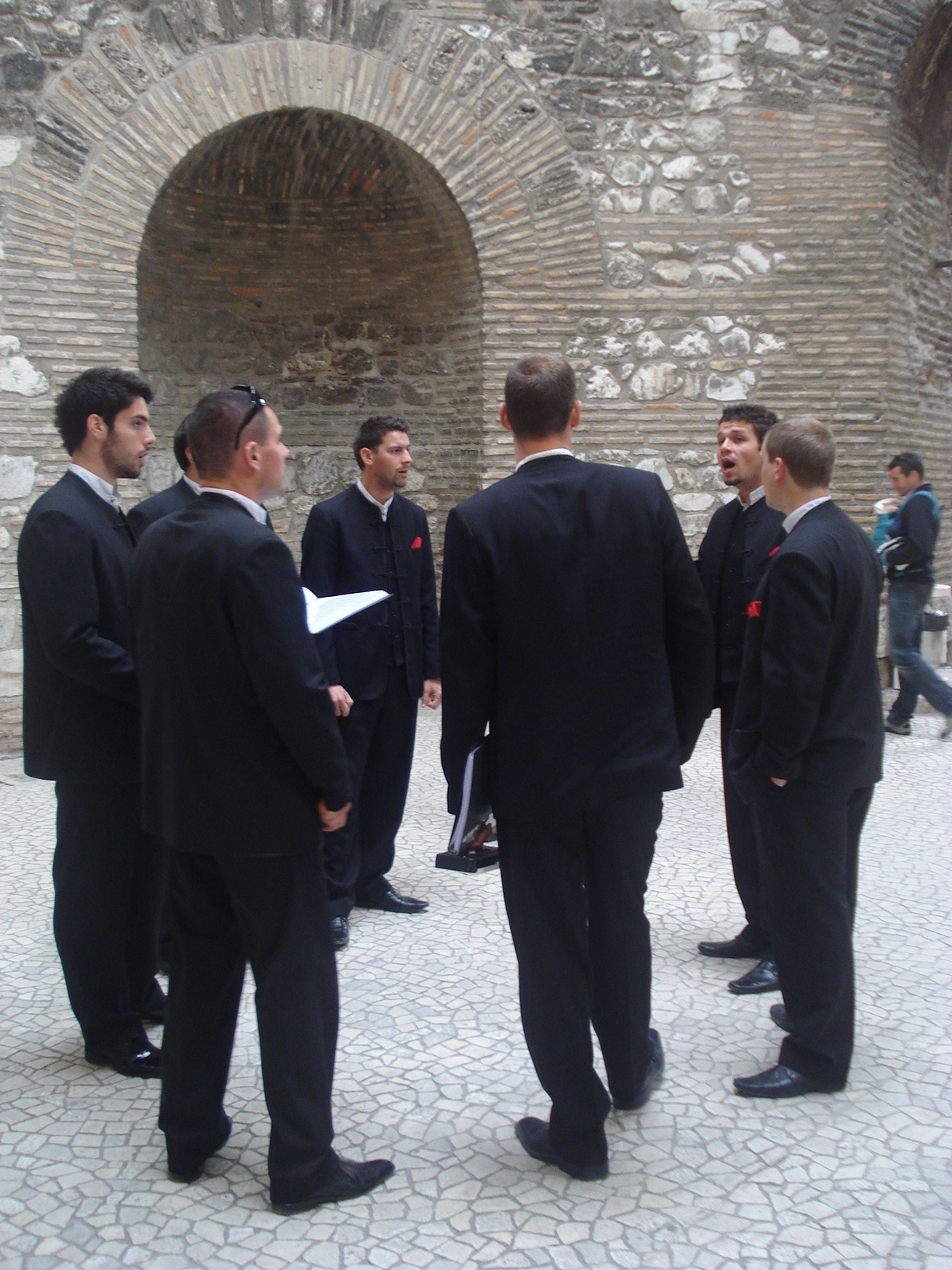
Клапа Жрновниця у Вестибюлі, Спліт (Хорватія)

Основною тематикою клапських пісень є:
- кохання,
- море та природа,
- медитеранський спосіб життя,
- ностальгія за рідним краєм.

Попри домінування любовної тематики, зустрічаються також пісні, що оспівують красу далматинського узбережжя, Істрії, спогади про минулі покоління та навіть досвід еміграції. Навіть сумні мотиви виконуються з піднесеними почуттями, передаючи глибоку емоційну силу.

## Історія та походження
Клапський спів має глибоке коріння в середземноморській культурній традиції, зокрема на узбережжі Далмації та на хорватських островах. Його витоки сягають епохи Відродження, коли народна любовна лірика почала активно розвиватися серед як простих мешканців, так і аристократії. Особливості географічного положення Далмації, її тісні культурні зв'язки з Італією, вплинули на формування цього унікального вокального жанру.

### Походження терміну
Слово «клапа» (klapa) має італійське коріння — воно походить від терміну «capulata», що використовувався в трієстському жаргоні для позначення «групи» або «компанії друзів». У Хорватії цей термін прижився в середині XIX століття, коли в Далмації почали формуватися як офіційні, так і неформальні вокальні гурти. Спочатку клапи були невеликими групами друзів, які збиралися, щоб співати без інструментального супроводу, насолоджуючись спільним музикуванням.

### Розвиток та популяризація
Клапський спів спочатку був виключно чоловічою традицією. Однак з часом жанр став відкритішим, і сьогодні активно виступають як жіночі, так і змішані клапи. Популяризація цього музичного стилю пов'язана з міграціями хорватів до інших регіонів країни та за кордон. Хорватська діаспора, туристи, а також родинні й дружні зв'язки сприяли поширенню клапської пісні по всьому світу.

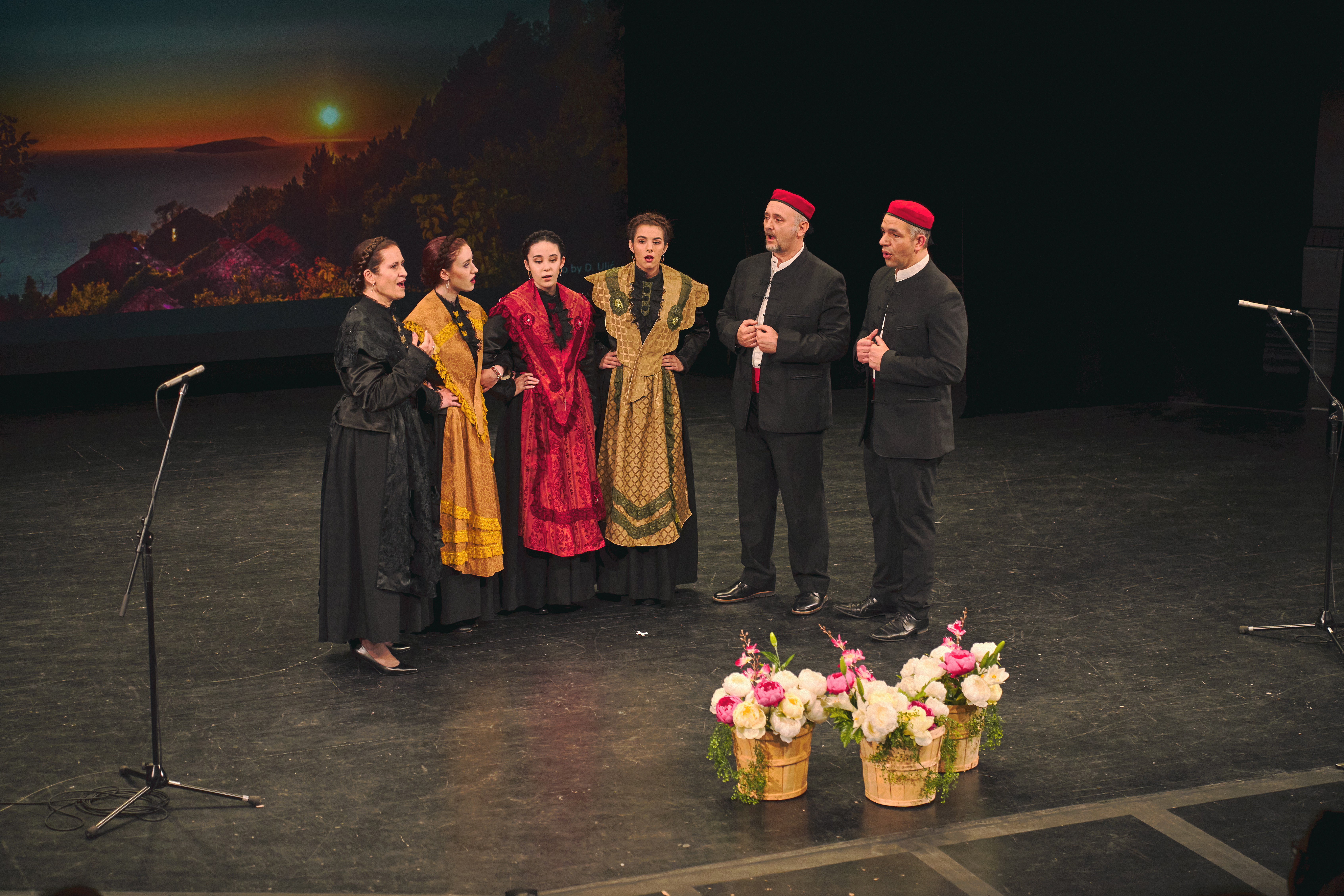
Клапа Картоліна в Брамптоні

Значний вплив на розвиток клапської традиції мав фестиваль клапського співу в Оміші, заснований для збереження і популяризації цього жанру. Згодом кількість фестивалів зросла: сьогодні вони проходять у багатьох містах, зокрема в Задарі, Спліті, Загребі, Сісаку, Муртері, Волоско та навіть за межами Хорватії. З 2011 року Хорватське культурне товариство у Бургенланді (Gradišće) організовує спеціалізований фестиваль клапського співу.

### Сучасний розвиток
У сучасну епоху клапський спів еволюціонував: поряд із традиційним a cappella виконанням клапи почали використовувати інструментальний супровід, експериментувати з поп- і рок-аранжуваннями. Це допомогло жанру здобути популярність серед молодшої аудиторії та за межами Хорватії.
Яскравим прикладом інтеграції клапської музики в сучасну культуру є виступ гурту «Klapa s Mora», який представляв Хорватію на Євробаченні 2013 року з піснею «Mižerija». Хоча такі музичні експерименти виходять за межі традиційного клапського стилю, вони зробили важливий внесок у глобальне визнання цього жанру.
Клапський спів є одним із найбільш упізнаваних символів хорватської музичної спадщини. Його популярність не лише відображає багатство традицій, а й демонструє здатність адаптуватися до сучасних музичних тенденцій. Цей жанр став справжнім культурним брендом Хорватії, який чудово доповнює її туристичний імідж і зберігає живий зв'язок із корінням середземноморської культури.

## Визнання ЮНЕСКО
У 2012 році клапський спів було внесено до Репрезентативного списку нематеріальної культурної спадщини людства ЮНЕСКО, що підкреслює його важливість як культурного феномена, що сприяє збереженню хорватської ідентичності та традицій.